# Baptisterium (Florence)
Het Baptisterium San Giovanni (Italiaans: Battistero San Giovanni) is de vrijstaande doopkapel aan de westkant van de Dom van Florence.
Het baptisterium is gebouwd tussen 1059 en 1128. Binnen en buitenkant zijn bekleed met dunne platen marmer die een typische Florentijnse reactie vormen op de ornamenten van de klassieke Romeinse en Byzantijnse architectuur. Ze staan in scherp contrast met de massieve, sculpturale vormen van de noordelijke romaanse architectuur van dezelfde tijd. Het Baptisterium behoort tot een stijl die met een moderne term de Toscaanse 'protorenaissance' wordt genoemd. Een voorloper op de Italiaanse Renaissance die in de 15de eeuw gestalte krijgt door Florentijnse architecten zoals Brunelleschi en Alberti.

## Geschiedenis
Het oudste gebouw op het plein is gebouwd op de resten van een Romeins paleiscomplex. Paus Nicolaas II wijdde op 6 november 1059 de eerste steen. In 1150 werd de lantaarn geplaatst en in 1228 was het kerkgebouw voltooid. De bouwmeesters zijn niet bekend maar hun meetkundige oefening stond model voor de gevels van alle grote Florentijnse kerken. De façade, met haar klassiek patroon van bogen en rechthoeken, is geïnspireerd op de Klassieke Oudheid. In 1339 voorzag Arnolfo di Cambio de pilaren van groen- en witmarmeren stroken, aansluitend op de bekleding van de dom.
Ieder jaar op 21 maart, Nieuwjaar volgens de oude Florentijnse kalender, werden alle kinderen die gedurende de vorige 12 maanden waren geboren, voor een gemeenschappelijk doopsel bijeengebracht. Het Baptisterium was hierdoor niet enkel een religieus monument maar ook een burgerlijk symbool, in feite het oudste symbool van de Florentijnse Republiek.

## De bronzen deuren
Tussen de veertiende en de zestiende eeuw werden de drie bronzen portalen toegevoegd. Dit geeft aan dat de doopkapel een status had die, in die tijd, vrijwel gelijk was met die van een kathedraal.

### Zuidelijke deuren
De zuidelijke deuren zijn de oudste. Deze bronzen deuren zijn tussen 1330 en 1336, in opdracht van het koopliedengilde, ontworpen en uitgevoerd door Andrea Pisano. Op de bovenste twintig reliëfs staan episodes uit het leven van de stadspatroon Johannes de Doper. De acht andere reliëfs beelden deugden uit zoals rechtvaardigheid, geloof, hoop en liefde, opgenomen in een gotische vierpas.

### Noordelijke deuren
Voor de noordelijke deuren werd in 1401 een wedstrijd uitgeschreven. Lorenzo Ghiberti won het uiteindelijk van onder andere Filippo Brunelleschi en Jacopo della Quercia. De 28 panelen omvatten 20 gebeurtenissen uit het leven van Jezus Christus, gevolgd door afbeeldingen van 4 evangelisten en 4 kerkvaders. De lijsten rondom bevatten naturalistische afbeeldingen van dieren en tussen de reliëfs plaatste hij hoofden, waaronder een zelfportret. De deuren werden in 1424 in gebruik genomen.

### Oostelijke deuren

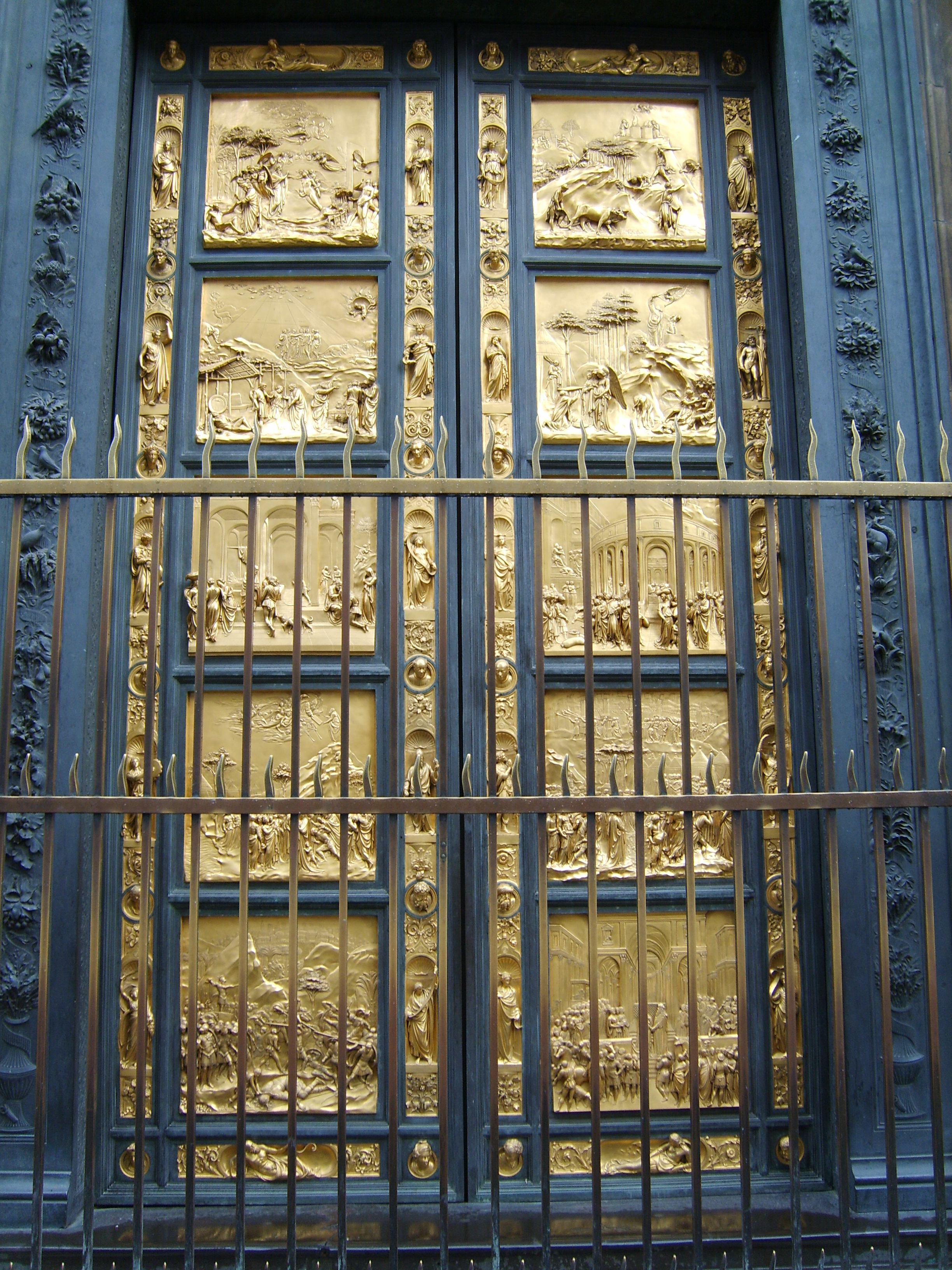
Het oostportaal

In de huidige oostelijke portaal zitten de bekendste deuren. Lorenzo Ghiberti heeft hieraan gewerkt van 1425 tot 1452. De 11 cm dikke deuren uit brons en goud wegen 8 ton. Het oorspronkelijke werk, waarvoor het Calimala Gilde opdracht had gegeven, bestond uit 24 panelen die gebaseerd waren op een iconenpatroon, ontwikkeld door de humanist Leonardo Bruni. Ghiberti wilde zich echter bewijzen als zelfstandig kunstenaar en bracht de compositie terug tot tien grote panelen met gebeurtenissen uit het Oude Testament die niet waren vastgelegd in een Gotisch kader.
Hij werd bijgestaan door zijn leerlingen, waaronder Benozzo Gozzoli, en door Donatello, waarvan hij de nieuwe techniek voor het weergeven van perspectief (perspectief in verkorting) gebruikte. De tien Bijbelse taferelen bekijkt men van links naar rechts en van boven naar onder. De rand van beide kaders is versierd met elk 24 nissen die kleine afbeeldingen bevatten van profeten, profetessen en andere Bijbelse figuren. Hiertussen bevinden zich 24 'ogen' met hoofden. Deze hoofden zijn afbeeldingen van andere kunstenaars uit die tijd en helpers van Ghiberti.
Het oostportaal bevat tien panelen. Van boven naar beneden en van links naar rechts:
| 1 De zondeval                      | 2 Kaïn doodt zijn broer Abel         |
| 3 Noachs dronkenschap              | 4 Abraham en het offer van Isaäk     |
| 5 Esau en Jacob                    | 6 Jozef verkocht als slaaf           |
| 7 Mozes ontvangt de stenen tafelen | 8 De val van Jericho                 |
| 9 Strijd tegen de Filistijnen      | 10 Salomo en de koningin van Scheba. |

Michelangelo vond de deuren zo indrukwekkend dat hij ze uitriep tot de Porta del Paradiso (Paradijsdeuren).
Boven de deuren staan twee marmeren beelden van Jezus en van Johannes de Doper, gemaakt door Andrea Sansovino in 1502. De twee hoofdfiguren werden voltooid door Vincenzo Danti en aangebracht in 1569. De Engel werd voltooid door Innocenzo Spinazzi in 1792.
In 1943 tijdens WOII werden de deuren uit veiligheidsoverwegingen verwijderd. Vanwege de langdurige blootstelling aan weer en wind en de verwoesting door de watervloed in 1966 van de Arno, die zes panelen van de deur afrukte, werden deze originele panelen verwijderd en gerepareerd en later weer op hun plaats geschroefd. In 1990 werden beide monumentale vleugeldeuren, met de steunen nog steeds in hun oorspronkelijke frame, naar het Museo dell'Opera del Duomo gebracht en vervangen door replica's.
De beeldengroep boven de deuren werd gerestaureerd in 1991 en vervangen door afgietsels. Het geheel werd in 2012, na 21 jaar restauratie ondergebracht op de overdekte binnenplaats van het Museo dell'Opera del Duomo.

## Interieur

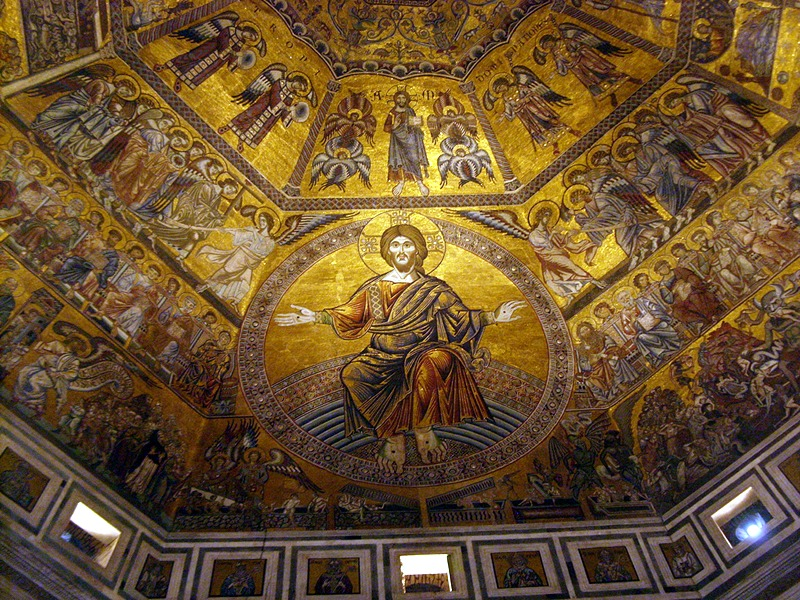
Plafond met mozaïeken

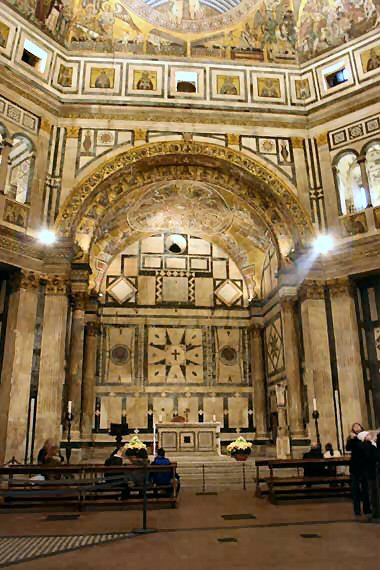
Interieur

Het interieur roept vergelijkingen op met dat van het Pantheon in Rome.
De vroegste mozaïeken bevinden zich boven het altaar en in het gewelf. Ze dateren uit de eerste decennia van de 13e eeuw en zijn van de hand van Iacopa, een monnik.
Op het plafond van de achthoekige koepel schitteren mozaïeken uit de 13e en 14e eeuw met duidelijk Byzantijnse invloed. Mogelijk heeft ook Cimabue hieraan meegewerkt. De versiering is opgedeeld in concentrische stroken: boven de apsis, die door een 8,5 m hoge Christusfiguur wordt beheerst, bevindt zich een afbeelding van Het Laatste Oordeel , de overige banden stellen De Hemelse Hiërarchie, de Genesis, Het Leven van Jozef, Het Leven van Christus  en Het Leven van Johannes de Doper voor.
De ingelegde marmeren vloer is met tekens uit de dierenriem versierd; de blanke achthoekige ruimte in het midden werd vroeger door een immens doopvont ingenomen. De wit en groene binnenmuren, meer nog dan de buitengevel, combineerden invloeden uit de oudheid met moderne stromingen en vormden aldus iets nieuws dat voor de architecten uit de Middeleeuwen en de Renaissance zowel een inspiratiebron als een na te streven doel was. De mooiste tekeningen bevinden zich in de bovengalerijen.

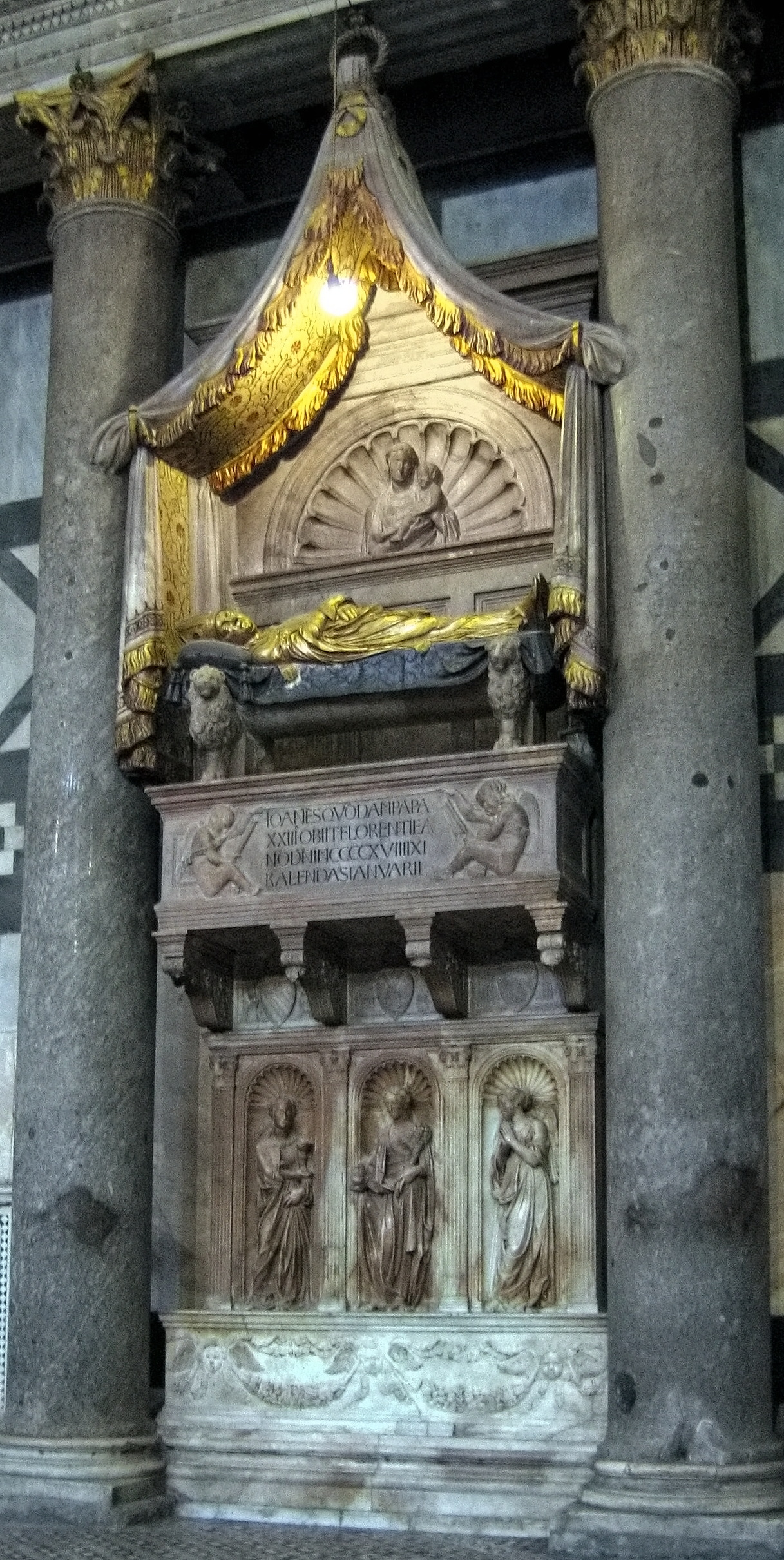
Praalgraf van tegenpaus Johannes XXIII

Het interieur is beslist niet overladen: behalve een 13e-eeuwse doopvont, in de stijl van Pisa, is er het praalgraf van de tegenpaus Johannes XXIII van de hand van Donatello en diens leerling Michelozzo. Deze tegenpaus, die in 1415 door het Concilie van Konstanz werd afgezet, kreeg zo'n grafmonument, omdat aan hem te danken was dat één de Medici bankier van de Curia werd waardoor hij aan de basis lag van het immense fortuin van deze familie. Bovendien liet hij een belangrijk legaat na dat de verdere uitbouw van het Baptisterium toeliet.
Santa Maria del Fiore (Duomo) · San Lorenzo · Santa Maria del Carmine · Santa Maria Novella · Santa Croce · Orsanmichele · San Miniato al Monte · Santo Spirito